# Риккенбах (Тургау)
Риккенбах (нем. Rickenbach TG) — коммуна в Швейцарии, в кантоне Тургау.
Входит в состав округа Мюнхвилен. Население составляет 2451 человек (на 31 декабря 2007 года). Официальный код — 4751.